# Wu Shujuan (cratère)
Wu Shujuan est un cratère d'impact à la surface de Mercure. 
Le cratère a ainsi été nommé par l'Union astronomique internationale le 14 novembre 2024 en hommage à la peintre chinoise Wu Shujuan (1853-1930),. 
Son diamètre est de 109 km. Il se situe dans le Quadrangle de Bach (quadrangle H-15) de Mercure.